# Ingerhitoe
Der Ingerhitoe (auch Foho Monduki) ist ein Berg in der osttimoresischen Gemeinde Bobonaro. Er liegt im Westen des Sucos Aidabaleten (Verwaltungsamt Atabae) und hat eine Höhe von 416 m. Der Berg liegt südlich des Sees Lago Biacou.